# Hettenrodt
Hettenrodt ist eine Ortsgemeinde im Landkreis Birkenfeld in Rheinland-Pfalz. Sie gehört der Verbandsgemeinde Herrstein-Rhaunen an.

## Geographie
Der Ort liegt an der Ostseite eines Höhenzuges zwischen Idarbach und Siesbach im vorderen Hunsrück und grenzt direkt an die Stadt Idar-Oberstein. Die gesamte Gemarkung umfasst 532 ha, davon sind etwa 120 ha Staatswald. Die Ortslage selbst hat eine Fläche von 29 ha. Die Ortsgemarkung besitzt eine unförmige, bizarre Struktur. Daraus resultiert der recht große Grenzumfang von ungefähr 20 km. Der Ortsmittelpunkt hat eine Höhe von 410 m ü. NHN, der höchste Punkt mit 623 m ü. NHN ist die Festung bei Kirschweiler.
Hettenrodt liegt an der Deutschen Edelsteinstraße, gehört zum Naturpark Saar-Hunsrück und zum  Wandergebiet Wildenburg. Hettenrodt ist eine Nationalparkgemeinde im Nationalpark Hunsrück-Hochwald.

## Geschichte
Hettenrodt gehörte bis zum Ende des 18. Jahrhunderts zur Hinteren Grafschaft Sponheim und war ein eigenständiges Gericht im Amt Idar, das dem Oberamt Birkenfeld zugeordnet war.
Im Jahr 1794 wurde das Linke Rheinufer von französischen Revolutionstruppen eingenommen. Von 1798 bis 1814 gehörte Hettenrodt zum Kanton Herrstein im Saardepartement. Aufgrund der auf dem Wiener Kongress (1815) getroffenen Vereinbarungen kam ein Teil des vorherigen Saardepartements, zu dem auch Hettenrodt gehörte, 1817 zum oldenburgischen Fürstentum Birkenfeld. Die Gemeinde Hettenrodt war der Bürgermeisterei Oberstein im Amt Oberstein zugeordnet. Von 1918 an gehörte Hettenrodt zum oldenburgischen „Landesteil Birkenfeld“ und kam 1937 zum preußischen Landkreis Birkenfeld. Seit 1946 ist Hettenrodt Teil des Landes Rheinland-Pfalz.
Bevölkerungsentwicklung
Die Entwicklung der Einwohnerzahl von Hettenrodt, die Werte von 1871 bis 1987 beruhen auf Volkszählungen:
| Jahr | Einwohner |
| 1815 | 230       |
| 1835 | 353       |
| 1871 | 439       |
| 1905 | 478       |
| 1939 | 462       |
| 1950 | 472       |

| Jahr | Einwohner |
| 1961 | 561       |
| 1970 | 623       |
| 1987 | 707       |
| 1997 | 724       |
| 2005 | 727       |
| 2023 | 634       |

## Politik

### Gemeinderat
Der Gemeinderat in Hettenrodt besteht aus zwölf Ratsmitgliedern, die bei der Kommunalwahl am 9. Juni 2024 in einer Mehrheitswahl gewählt wurden, und dem ehrenamtlichen Ortsbürgermeister als Vorsitzendem.

### Bürgermeister
Markus Schulz wurde 2014 Ortsbürgermeister von Hettenrodt. Bei der Direktwahl am 26. Mai 2019 wurde er mit einem Stimmenanteil von 92,84 % und am 9. Juni 2024 als einziger Bewerber mit 93,4 % jeweils für weitere fünf Jahre in seinem Amt bestätigt.
Der Vorgänger von Schulz als Ortsbürgermeister, Jürgen Thom, hatte 2014 nicht erneut kandidiert.